# Хайнд, Чарлз
Чарльз Т. Хайнд (англ. Charles T. Hinde; 12 июля 1832 года — 10 февраля 1915 года) — американский промышленник, предприниматель, капитан речного судна. В течение жизни занимался бизнесом во множестве областей, входил в советы директоров речных, железнодорожных т гостиничных компаний. К сорока годам скопил огромное состояние за счёт пароходного и железнодорожного бизнеса.
В конце 1880-х близкий друг Хайнда, И. С. Бэбкок, пригласил его в Сан-Диего инвестировать в строительство отеля «Дель Коронадо» и участвовать в других бизнес-проектах. Благодаря этим вложениям Хайнд значительно преумножил своё состояние, одновременно оказав помощь в развитии экономики юга Калифорнии. В конце жизни Чарльз Хайнд передал значительную часть своего состояния в пользу города Коронадо, штат Калифорния, и прилегающих территорий, посвятив часть вложений увековечиванию памяти дочери Камиллы, умершей в Эвансвилле, штат Индиана, в возрасте 13 лет.

## Ранние годы
Чарлз Хайнд родился 12 июля 1832 года в Урбане, штат Огайо. Он был одним из шестерых детей Томаса С. Хайнда (1785–1846) и Сары Кэйвилир Хайнд (1791–1847). Его дедом был Томас Хайнд (1737–1828), отличившийся во время Войны за независимость США и на службе у генерала Джеймса Вольфа. Первые годы жизни Хайнд вместе с семьёй постоянно переезжал с места на место, поскольку его отец был священником и обслуживал несколько методистских приходов, а также занимался спекуляциями на недвижимостью на бывших индейских территориях. В конце концов, отец Чарлза Хайнда купил крупный участок земли на юге Иллинойса, основал в 1815 году город Маунт-Кармел и осел в нём вместе с семьёй. Семье Хайндов принадлежали крупные землевладения в городе и округе Уобаш. Часть участков располагалась на реке Уобаш и включала в себя Висячую скалу и дамбу Грэнд-Рэпидс.
Хайнд учился в младшей школе Маунт-Кармел, затем поступил в Индианский университет Эсбери в Гринкасл. Однако через полтора года, после смерти отца и матери, Чарлз Хайнд бросил учёбу. Чарлз, его брат Эдмунд и сестра Белинда были поставлены перед выбором: переехать к родственникам или заботиться о себе самостоятельно. Некоторое время в 1850-х Чарлз и Белинда жили у старшей сестры Марты и её музы, судьи Чарлза Х. Констебла в Маунт-Кармел и Маршалле, штат Иллинойс Не получив образования, Хайнд смог наняться на работу только в качестве продавца магазина в Винсеннесе, штат Индиана, а затем клерком в Маунт-Кармел. Но несмотря на низкооплачиваемую работу, Хайнд смог содержать себя, поскольку наследовал крупные землевладения после своего отца.

## Работа на речном транспорте

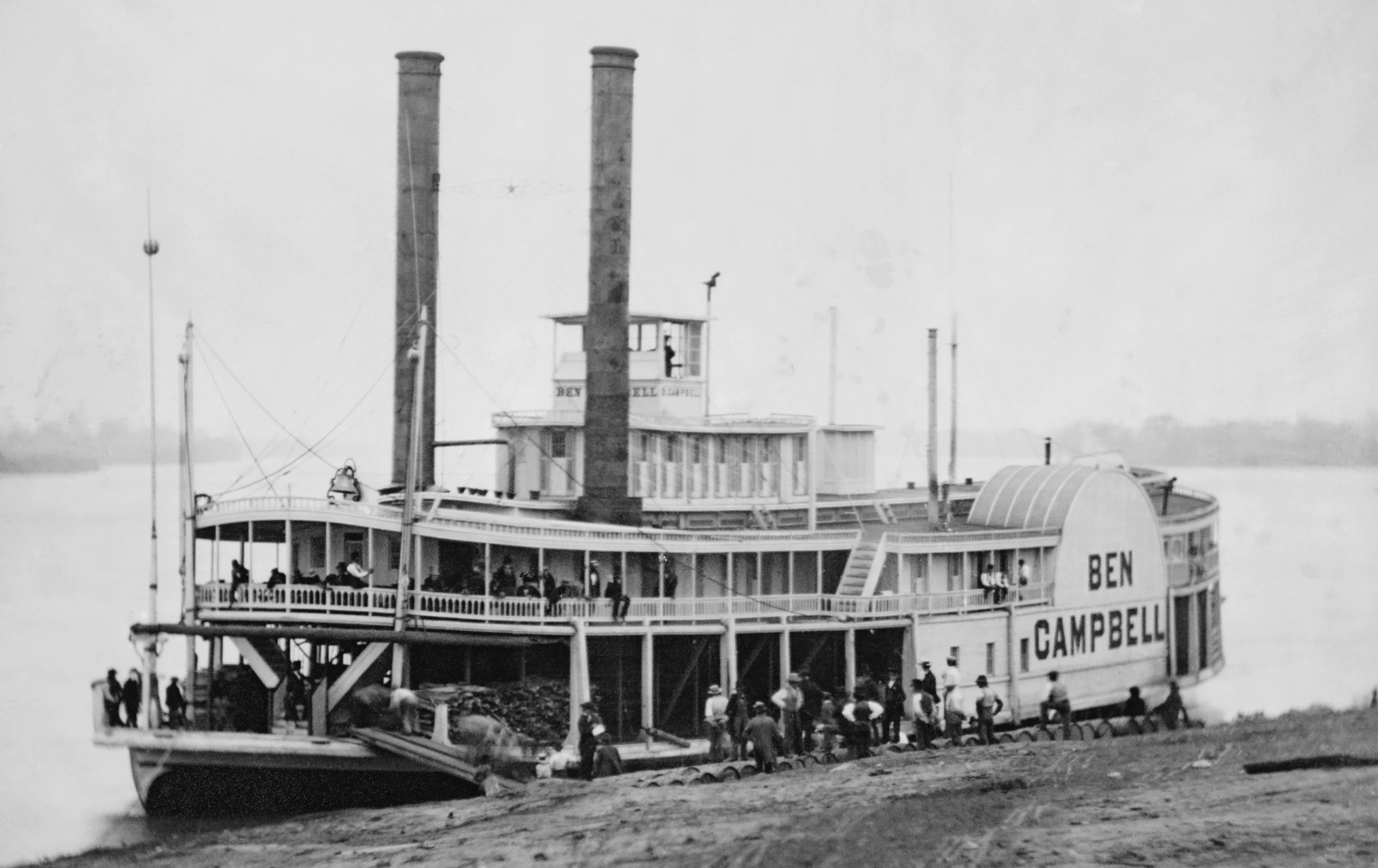
Пароход на реке Миссисипи (1850)

Первой работой Хайнда на речном транспорте стала должность клерка на пароходе, курсировавшем между Сент-Луисом, штат Миссури, и Сент-Полом, штат Миннесота. Примерно через год он перешёл в Galena, Dubuque and St. Paul Packet Company, ставшей одной из крупнейших пароходных компаний этой части страны. Во время работы в этой компании Хайнд заразился холерой и едва не умер. По служебной лестнице Хайнд продвигался быстро и вскоре стал капитаном, что для его возраста (около 25 лет) было необычно. В 1862 году он перебрался в Луисвилл, штат Кентукки, где получил под командование пароход и начал выполнять рейсы в Мемфис, штат Теннеси. В 1864 году Хайнд возвращается в Сент-Луис и становится капитаном парохода Давенпорт, ходившего по маршруту из Сент-Луиса в Сент-Пол.
Карьера капитана закончилась с переходом на административную должность. Хайнд организовал отделение компании Halliday Brothers Corporation в Кейро, штат Иллинойс и занялся транспортным бизнесом. Затем он организовал собственную компанию и стал транспортным агентом на верфи в Кейро, заключив договора со всеми компаниями, осуществлявшими перевозки через Кейро по рекам Огайо и Миссисипи. Но вскоре после создания бизнеса Хайн продал свою долю в нём и вместе с семьёй переехал в Эвансвилл, где завёл знакомство с И. С. Бэбкоком и братьями Рэйд.

## Железнодорожный бизнес

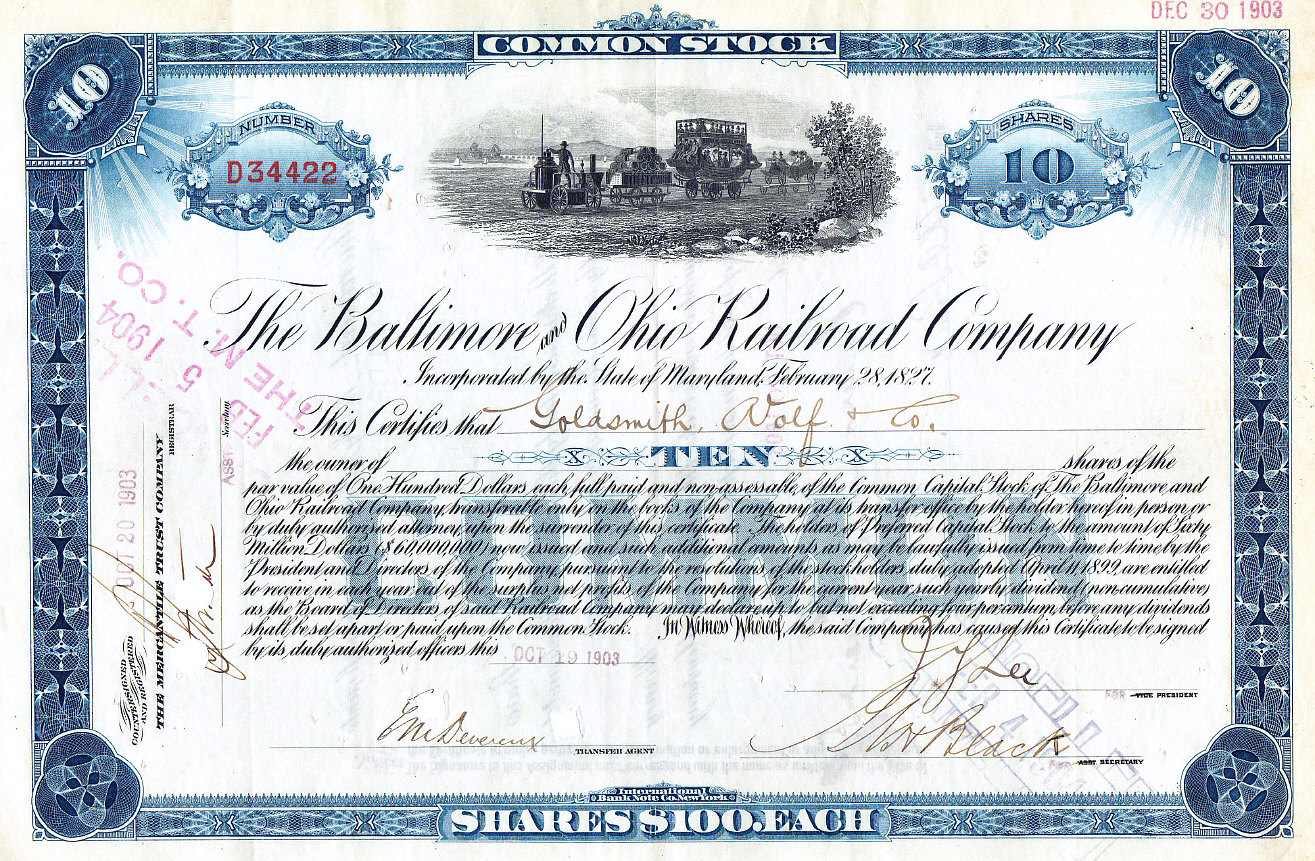
Биржевой сертификат B & O (1903)

После гражданской войны конкуренцию пароходам начали создавать железные дороги, прошедшие модернизацию. Чарлз Хайнд, после недолгого перерыва, связанного с ухудшением здоровья, продал свои доли в пароходном бизнесе и начал инвестировать в железнодорожный транспорт. Отправившись на отдых в Луизвилл, он заодно заключил агентское соглашение с компанией Baltimore and Ohio Railroad (B&O) благодаря знакомству со многими членами правления. Хайнд выступил посредником в заключении контрактов на перевозку зерна, возможно, благодаря советам своего брата Эдмонда (1830–1909), который в это время как раз занимался зерновым бизнесом в родном городе Маунт-Кармел. Однако предприятие оказалось неудачным, B&O обанкротилась, но Хайнд перевёл все свои контракты в компанию Chesapeake and Ohio Railroad.
Незадолго до приглашения от И. С. Бэбкока переехать в Коронадо, штат Калифорния, единственная дочь Чарлза Хайнда скончалась в Эвансвилле в возрасте 13 лет. Бэбкок предлагал Хайнду поучаствовать в совместных проектах, включая строительство отела «Дель Коронадо». Таким образом, после 10 лет в железнодорожном бизнесе Хайнд вместе с Джоном Дитрихом Спреклером переключился в бизнес недвижимости на юге Калифорнии. В последующие годы Хайнд и Спреклерс совместно организовали несколько успешных компаний и стали лучшими друзьями.

## На юге Калифорнии

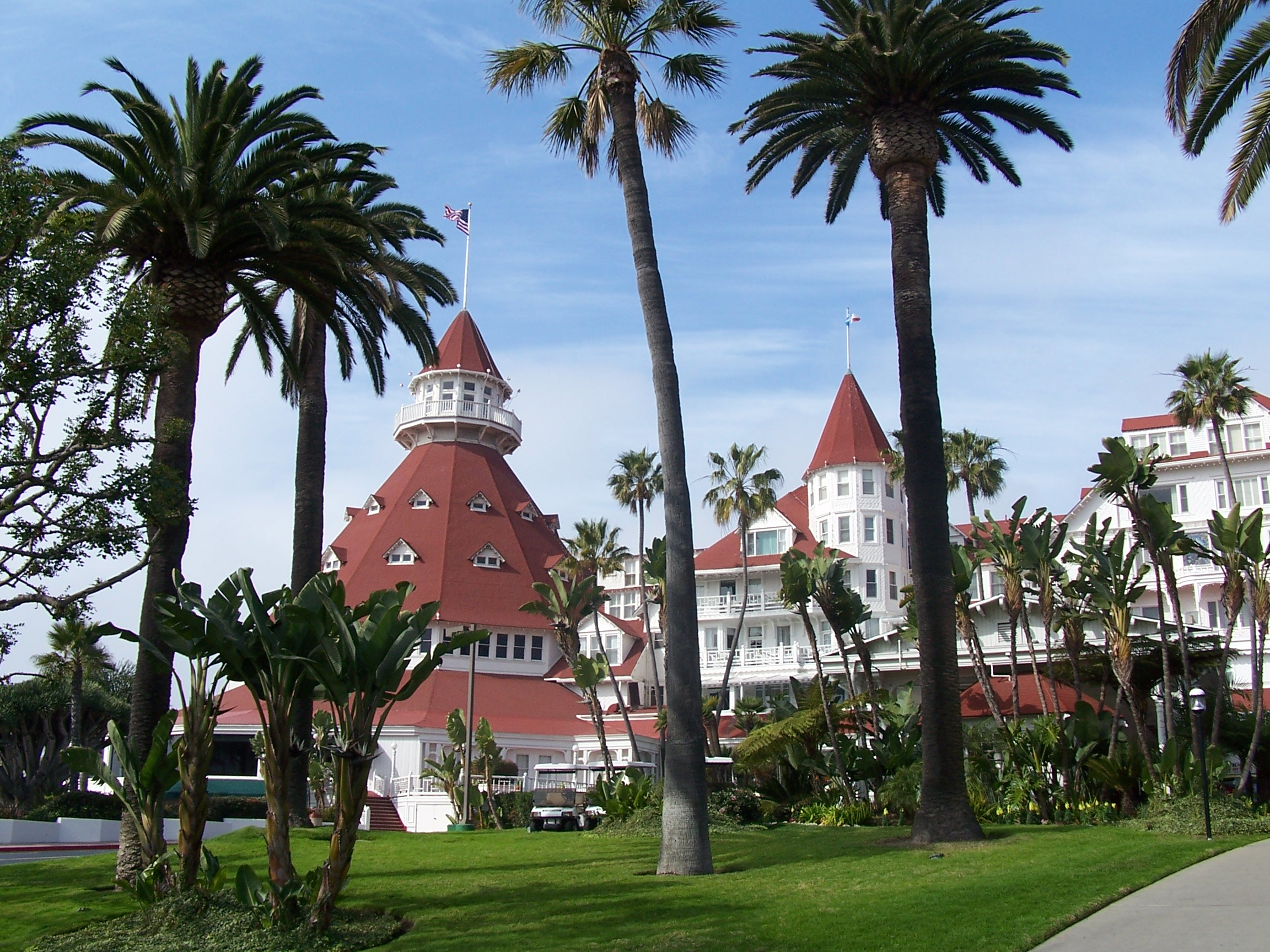
Фасад отеля «Дель Коронадо»

В Эвансвилле Хайнд познакомился с братьями Рэйд, архитекторами, спроектировавшими множество известных зданий, включая библиотеку Уилларда. Когда Хайнд и Бэбкок переехали в Коронадо, они позвали с собой и братьев Рэйд, которых наняли в качестве архитекторов своих проектов, включая отель «Дель Коронадо». Помимо этого, Хайнд использовал братьев Рэйв для строительства зданий по личным проектам, например, своего особняка, церкви и дома приходского священника в Коронадо. Три упомянутых здания сохранились до настоящего времени. Возможно, Хайнд использовал расположение братьев Рэйд, чтобы заказать им проект отеля «Гранд-Рэпидс», принадлежащего его племяннику, Фредерику Хайнду Циммерману. Это здание погибло при пожаре в 1929 году.
В Калиформии Хайнд, как обычно, занимался бизнес-проектами в нескольких отраслях. Вначале он стал коммерческим агентом и управляющим Верфи Санта-Фе, сотрудничая с Бэбкоком и Спрекельсом. Затем он выступил в качестве сооснователя Spreckels Brothers Commercial Company, получив в ней треть доли. Эта компания занималась импортом угля, цемента и прочих товаров. Но самым важным и длительным вложением Хайнда стало строительство отеля «Дель Коронадо» на берегу Тихого океана. Отелем управляла компания Coronado Beach Company, начальная капитализация которой составила 3 млн долларов. Совместно с Хайндом на момент капитализации директорами компании были Бэьклк, Спрекелс, Х. У. Моллет и Джилс Келлог. Появилась компания 7 апреля 1886 года, тогда же началось строительство. Помимо отеля, Coronado Beach Company инвестировала и в другие строительные проекты в окрестностях Коронадо, но её планы были напрушены Паникой 1893 года, экономической депрессией, вызванной обвальным падением акций железнодорожных компаний. Восстановление экономики произошло только в 1897 году, тогда же остановилось падение рынка недвижимости на юге Калифорнии. Как и после переключения с речных перевозок на железнодорожные, уход из железнодорожного бизнеса в бизнес недвижимости заметно увеличил состояние Хайнда. От основания компаний Coronado Beach Company и Spreckels Brothers Commercial Company до смерти в 1915 году он оставался их вице-президентом и казначеем.

## Последние годы

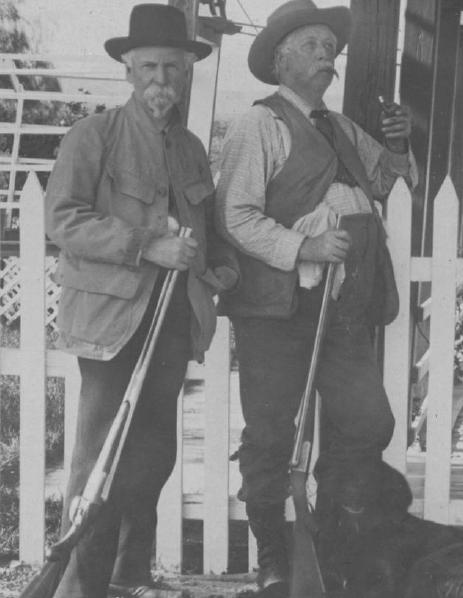
Чарлз Хайнд и президент Уильям Говард Тафт на ранчо Хайнда в Калифорнии

В возрасте 72 лет Хайнд начал инвестировать в недвижимость и шахты в Нью-Мексико, рассматривая это занятие как хобби. Чтобы узнавать об открывающихся возможностях, он пользовался услугами своих племянников, Гарри Хайнда и Фредерика Хайнда Циммермана. Местные газеты информировали об инвестициях, но прибыль от операций была невысокой.
В 1910 году на Калифорнийском автошоу Хайнд купил самый дорогой автомобиль — 72-сильный Thomas Flyer, созданный компанией Thomas Motor Company. Хайнд выписал чек на 6200 долларов и уехал на автомобиле к одному из своих домов в Сан-Диего.
Чарлз Хайнд имел прочные связи с элитой бизнеса и политики своего времени и использовал их для собственной выгоды. Одним из близких друзей Хайнда был Джеймс Хилл, директор Pacific Railroad, с которым он завёл знакомство, работая в сфере железнодорожных перевозок. Политические пристрастия Хайнда оставались нейтральными, однако в последние годы он начал оказывать поддержку республиканцам, чему способствовал его племянник, политик-республиканец Гарри Хайнд. Во время президентских выборов 1912 года Хайнл принимал у себя в Коронадо президента-республиканца Уильяма Говарда Тафта, который в этот момент выдвигался на второй срок против Теодора Рузыельта и Вудро Вильсона. Хайнд и Тафт занимались охотой и ездой на лошадях, хозяин познакомил президента со многими друзьями и деловыми партнёрами. Выборы Тафт проиграл.
В конце жизни Чарлз Хайнд много занимался благотворительностью, особенно щедро он жертвовал в пользу Коронадо и Сан-Диего. Хайнд финансировал строительство христианской епископальной церкви в Коронадо, приходского центра и дома священника, посвятив их памяти своей дочери Камиллы. Несмотря на щедрые пожертвования, Хайнд в течение жизни был скромен и не любил публичных выражений благодарности в свой адрес. Возможно, поэтому его дела получили признание только после его смерти.

## Наследство
Чарльз Хайнд скончался 10 марта 1915 года в Коронадо в возрасте 82 лет. В соответствии с его последней волей скромная похоронная церемония была проведена в построенной на его деньги епископальной церкви города. Хайнда похоронили на кладбище Маунт-Хоуп в Сан-Диего. Помимо прочего, после смерти выяснилось, что Хайнду частично принадлежала лос-анджелесская компания Global Grain & Milling Company, основанная в 1898 году и возглавляемая Уиллом И. Келлером.
Крупную часть своего состояния Чарлз Хайнд завещал сыну сестры Белинды — Фредерику Хайнду Циммерману, который использовал деньги для строительства отеля Гранд-Рэпидс на семейной ферме Хайндов в Маунт-Кармел. Ещё более крупную часть, а также свой дом в Коронадо, Хайнд оставил другому племяннику, Гарри Хайнду.